# Influencer
Influencer (přesněji ovlivňovač, anglické slovo influence znamená česky „vliv“) je označení pro osobnost známou na sociálních sítích nebo jiných sociálních médiích, která prostřednictvím nahraného obsahu (typicky autorská videa) ovlivňuje postoje, názory anebo chování významného množství lidí (svých sledujících).

## Charakteristika
V českém prostředí ovlivňovači působí zejména na sociálních sítích Instagram a Facebook a video platformě YouTube; dále se lze setkat s ovlivňováním na jiných sociálních sítích (LinkedIn, TikTok, Twitter), případně streamovacím serveru Twitch.tv. S influencery je úzce spjat tzv. influencer marketing, jehož podstatou je spolupráce firem (výrobci, internetové obchody) s influencery, kteří pak smluvené produkty propagují na svých platformách. S tímto způsobem propagace mělo na konci roku 2020 zkušenost přibližně 14 % značek na českém trhu.
Vybrané typy influencerů
- youtubeři: působí na YouTube, platformě pro sdílení videí a přenos streamů.
- streameři: působí například na platformě Twitch, kde sdílí online streamy.
- instagramoví influenceři: např. Depths of Wikipedia.
- mikroinfluenceři (neboli mikrocelebrity) jsou lidé, které zná jen malá skupina lidí na sociálních sítích.[3]